# Tourliac
 Tourliac  es una población y comuna francesa, en la región de Aquitania, departamento de Lot y Garona, en el distrito de Villeneuve-sur-Lot y cantón de Villeréal.

## Demografía
| 372 | 301 | 346 | 362 | 414 | 397 | 422 | 421 | 410 | 404 | 347 | 344 | 315 | 295 | 268 | 258 | 244 | 213 | 215 | 211 | 214 | 199 | 169 | 170 | 149 | 172 | 168 | 130 | 114 | 106 | 110 | 104 | 97 |
| Para los censos de 1962 a 1999 la población legal corresponde a la población sin duplicidades (Fuente: INSEE [Consultar]) |     |     |     |     |     |     |     |     |     |     |     |     |     |     |     |     |     |     |     |     |     |     |     |     |     |     |     |     |     |     |     |    |